# Даниленко, Михась
Михась (Михаил Петрович) Даниленко (бел. Міхась (Міхаіл Пятровіч) Даніленка; 28 октября 1922, Ястребка, Лоевский район — 22 февраля 2019, Пустая Гряда, Лоевский район) — белорусский писатель.

## Биография
Родился в крестьянской семье. Окончил Речицкое педагогическое училище (1941), мобилизован в Красную Армию. Воевал на Юго-Западном фронте, в мае 1942 года, недалеко от станции Николаевка (Украина), был контужен и попал в плен. В марте 1944 года бежал из лагеря военнопленных, с августа 1945 года снова в действующей армии.
Работал учителем Козерожской 7-летней школы Лоевского района. Окончил в 1952 году заочно Гомельский педагогический институт. В 1952-1982 — сотрудник газеты «Гомельская правда». С 1983 жил в деревне Пустая Гряда Лоевского района.
Член Союза писателей Беларуси с 1950 года.
Умер 22 февраля 2019 года в деревне Пустая Гряда Лоевского района. Похоронен там же.

## Творчество
Дебютировал повествованием в 1940. Автор сборников повестей и рассказов «Мая песня» (1952), «Майская навальніца» (1959), «Наваселле» (рассказы и очерки, 1964), «Наш дом» (1971), «Запаветны акіян» (1972), «Маці Мар’я» (1976), «Журлівіца» (1980), «Родная зямля» (1982); книг прозы для детей «Вернасць слову» (1956), «Зачараваны гарлачык» (1961), «На вуліцы Сонечнай» (1963), «Ключы бабулі Зімы» (1986).

## Награды
- Орден Отечественной войны II степени
- Медали
- Две грамоты ВС БССР

## Память
- 1 июля 2025 года на здании редакции газеты «Гомельская праўда» (Гомель, ул. Полесская, 17а) торжественно открыта памятная доска в честь писателей, поэтов и журналистов, творческая судьба которых связана с данным изданием: Иван Шамякин, Роман Соболенко, Павлюк Трус, Анатолий Гречаников, Павел Пронузо, Михась Даниленко, Александр Капустин, Микола Метлицкий[2][3].